# Eulimnia milleri
Eulimnia milleri är en tvåvingeart som beskrevs av Tonnoir och Malloch 1928. Eulimnia milleri ingår i släktet Eulimnia och familjen kärrflugor. Inga underarter finns listade i Catalogue of Life.